# Прострел горный
Простре́л го́рный (лат. Pulsatílla montána) — многолетнее травянистое растение, вид рода Прострел (Pulsatilla) семейства Лютиковые (Ranunculaceae). Ряд исследователей включают этот род в состав рода Ветреница (Anemone).

## Ботаническое описание

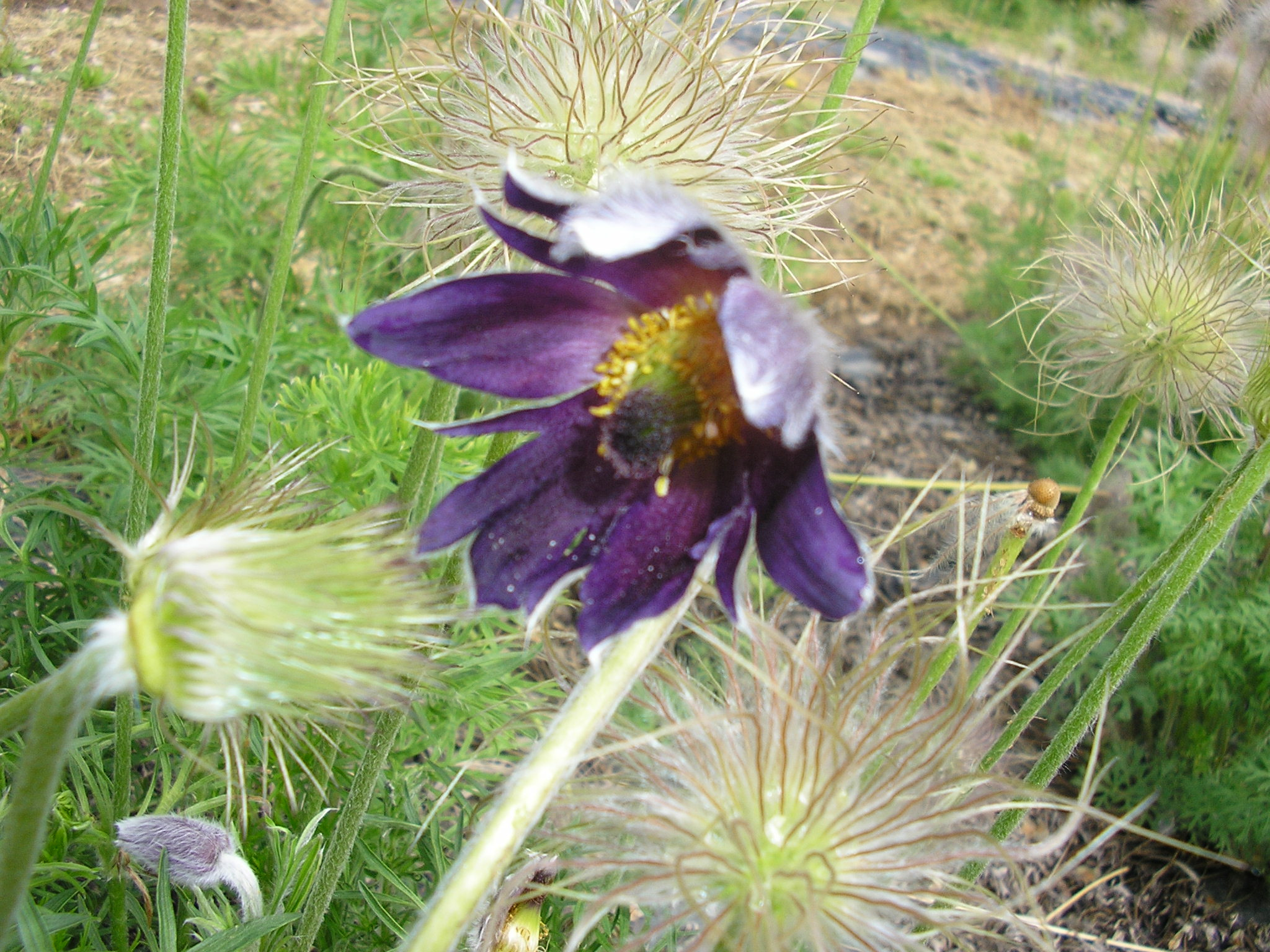
Цветок и плоды

Растение 7—20 см высотой, в состоянии плодоношения до 32 см высотой.
Корневище мощное, вертикальное, черноватое.
Стебель прямостоящий, густо мягко-волосистый.
Корневые листья на длинных мохнатых черешках, перисто-рассечённые, с дважды перисто-раздельными сегментами, с узколинейными острыми дольками, появляются одновременно с цветками или после цветения и отмирают осенью.
Листочки покрывала разделены на узколинейные, тонко-заострённые, очень густо волосистые доли. Цветоносы слегка изогнутые или почти прямые; цветки колокольчатые, поникающие или слегка наклонённые; листочки околоцветника тёмно-фиолетовые, снаружи сильно мохнатые, вначале прямостоящие, позднее большей частью звездообразно расходящиеся, прямые или реже на верхушке слегка отогнутые кнаружи. Тычинки многочисленные, жёлтые, вдвое короче листочков околоцветника. Столбик по крайней мере на 1⁄3 короче листочков околоцветника. Цветёт в мае.
Плод с остями до 4 см длиной, толстоватыми, извилистыми, одетыми оттопыренными, в верхней части отстоящими волосками.
Вид описан из окрестностей Триеста.

## Распространение
Центральная Европа: Швейцария; Южная Европа: Болгария, Югославия, Греция (север), Италия (север), Румыния; территория бывшего СССР: Украина (юго-запад).
Растёт на сухих открытых холмах, поросших кустарником склонах.